# Droite au Québec
 (décembre 2018).
Si vous disposez d'ouvrages ou d'articles de référence ou si vous connaissez des sites web de qualité traitant du thème abordé ici, merci de compléter l'article en donnant les références utiles à sa vérifiabilité et en les liant à la section « Notes et références ».
Au Québec, la droite désigne l'ensemble des groupes et mouvements politiques et de la société civile qui ont comme valeurs prépondérantes l'ordre public, le travail, la famille, les libertés, réduire la taille de l'État et augmenter les responsabilités individuelles. En politique québécoise, cette famille politique réunis sous un spectre très large les conservateurs et les libertariens du Québec. Dans le spectre politique, la droite québécoise fait opposition à la gauche québécoise. Économiquement, la droite favorise la concurrence, des taxes et des impôts bas et le libre marché. 
Les partis politiques provinciaux de droite représentés à l'Assemblée nationale du Québec sont la Coalition avenir Québec et le Parti conservateur du Québec. Au parlement canadien, c'est le Parti conservateur du Canada qui représentent la droite en chambre.

## Gouvernement de droite au Québec
La première version du Parti conservateur du Québec a déjà formé des gouvernements de droite, tout comme l'Union nationale. La Coalition avenir Québec forme un gouvernement depuis le 1er octobre 2018.  Dans la période allant de 1970 au début des années 2010, le Parti libéral du Québec et le Parti Québécois tentaient de rassembler l'ensemble des courants politiques fédéralistes et souverainistes respectivement. Ce faisant, leurs gouvernements de gauche incluaient certains ministres provenant de la droite. Plusieurs qualifient les anciens premiers ministres Pierre-Marc Johnson, Lucien Bouchard et Jean Charest comme provenant de la droite. 